# Rypin (krater marsjański)
Rypin – krater na powierzchni Marsa o średnicy 18,4 km, położony na 1,3° szerokości południowej i 41° długości zachodniej.
Decyzją Międzynarodowej Unii Astronomicznej w 1976 roku został nazwany od polskiego miasta Rypin.